# حسين البيشي
حسين البيشي ، من مواليد 13 نوفمبر 1966م ومركزه مدافع، ولعب مع نادي النخيل ونادي الهلال، وشارك في دورة الألعاب الآسيوية مرتين سنة 1982 و1984م، ولعب مع منتخب بلاده لكأس آسيا سنة 1984م ودورة الألعاب الصيفية الأولمبية بمدينة لوس أنجلوس الأمريكية بنفس العام.

## مصدر
1. ↑  الدولي السابق حسين البيشي: زرت نادي الهلال فلم يعرفوني - صحيفة عكاظ نسخة محفوظة 26 يناير 2020 على موقع واي باك مشين.

## وصلة خارجية
- حسين البيشي على موقع ناشيونال فوتبول تيمز (الإنجليزية)
- حسين البيشي على موقع أوليمبيديا (الإنجليزية)

- Stats